# アローラ!!/ポーズ
「アローラ!!/ポーズ」は、サトシ with ピカチュウ（松本梨香/大谷育江）および岡崎体育のスプリット・シングル。2017年4月12日にSME Recordsからリリースされた。

## 解説
- テレビ東京系列テレビアニメ『ポケットモンスター サン&ムーン』のオープニングテーマとエンディングテーマを収録した両A面シングルである。
- 初回生産限定盤・通常盤の2形態でのリリース。初回生産限定盤にはCD・DVDの他にモンコレのZワザバージョンバトルポーズのピカチュウが付属された。
- 「アローラ!!」ではサトシがメインボーカル、ピカチュウがコーラスを担当している。

## 収録曲
CD
1. アローラ!!
歌：サトシ with ピカチュウ（松本梨香/大谷育江）
作詞・作曲：佐香智久、編曲：Saku
サトシがボーカル、ピカチュウがコーラスを担当している。
2. ポーズ
歌：岡崎体育
作詞・作曲・編曲：岡崎体育
アニメのエンディング上ではサトシとピカチュウとロトム図鑑がZワザポーズを踊るが、2017年4月以降は他のメンバーも参加している。また、歌詞中に、すべての種類のモンスターボールやZクリスタル、属性となる全タイプやゲームなどで使われるセリフや用語が多数用いられている。
3. アローラ!! -アニメサイズ-
4. ポーズ -アニメサイズ-
5. アローラ!! -Instrumental-
6. ポーズ -Instrumental-

DVD（初回生産限定盤のみ）
1. アニメ「ポケットモンスター サン＆ムーン」ノンクレジットオープニング映像
2. アニメ「ポケットモンスター サン＆ムーン」ノンクレジットエンディング映像

## タイアップ
- テレビ東京系列テレビアニメ『ポケットモンスター サン&ムーン』オープニングテーマ (#1)
- テレビ東京系列テレビアニメ『ポケットモンスター サン&ムーン』エンディングテーマ (#2)

## 収録アルバム
- めざせポケモンマスター -20th Anniversary- (#1)
- OT WORKS (#2)